# Long Time Coming
Long Time Coming is het vierde album van gitarist Jonny Lang, uitgegeven in 2003. Het laatste nummer is live opgenomen.

## Tracklist
1. Give Me Up Again
2. Red Light
3. Get What You Give
4. One I got
5. Touch
6. Beautiful One
7. If We Try
8. Goodbye Letter
9. Save Yourself
10. To Love Again
11. Happiness And Misery
12. Hide Your Love
13. Dying To Live
14. Long Time Coming
15. Livin' for the City (live)

## Bezetting
- Jonny Lang - gitaar, zang
- Marti Frederiksen - elektrische gitaar, basgitaar, percussie
- John Goux - gitaar
- Jim Cox - piano, orgel
- Scott Gordon - piano
- Bruce McCabe - clavinet
- Joey Waronker - drums
- Lenny Castro - conga's
- Kayla Parker - achtergrondzang